# Partido Popular Sueco de Finlandia
El Partido Popular Sueco de Finlandia (en sueco: Svenska folkpartiet i Finland (SFP); en finés: Suomen ruotsalainen kansanpuolue (RKP)) es un partido político de Finlandia. De ideología liberal-centrista, es el representante de la minoría lingüística sueca del país, cuyo principal tema electoral ha sido, desde su creación, el derecho de los finlandeses de habla sueca a su propio idioma y a mantener la posición del idioma sueco en Finlandia.
A pesar de ser un partido minoritario, el SFP  participó en todas las coaliciones de gobierno entre 1975 y 2015. Después de las elecciones de 2015, el SFP quedó fuera del gobierno formado por los tres partidos más grandes. En 2019, el SFP consiguió dos puestos en el gobierno, el de Ministro de Justicia y el de Ministro de Cooperación Nórdica e Igualdad.
El hecho de que tanto la centro-izquierda como la centro-derecha  finlandesas hayan necesitado el apoyo del partido ha significado que han podido afectar a la política de Finlandia a una escala mayor de lo que podría sugerir el tamaño real del partido. La posición del idioma sueco como uno de los dos idiomas oficiales de Finlandia y el derecho de la minoría suecófona a la cultura sueca son dos de los resultados de la influencia del partido en la política finlandesa. A nivel internacional el partido es miembro del Partido de la Alianza de los Liberales y Demócratas por Europa y de la Internacional Liberal. Tradicionalmente, en el grupo parlamentario del SFP se incluye el diputado de Åland. El partido cuenta con una sección femenina (Svenska Kvinnoförbundet) desde 1907 y una sección juvenil (Svensk Ungdom) creada en 1943.

## Historia y electorado

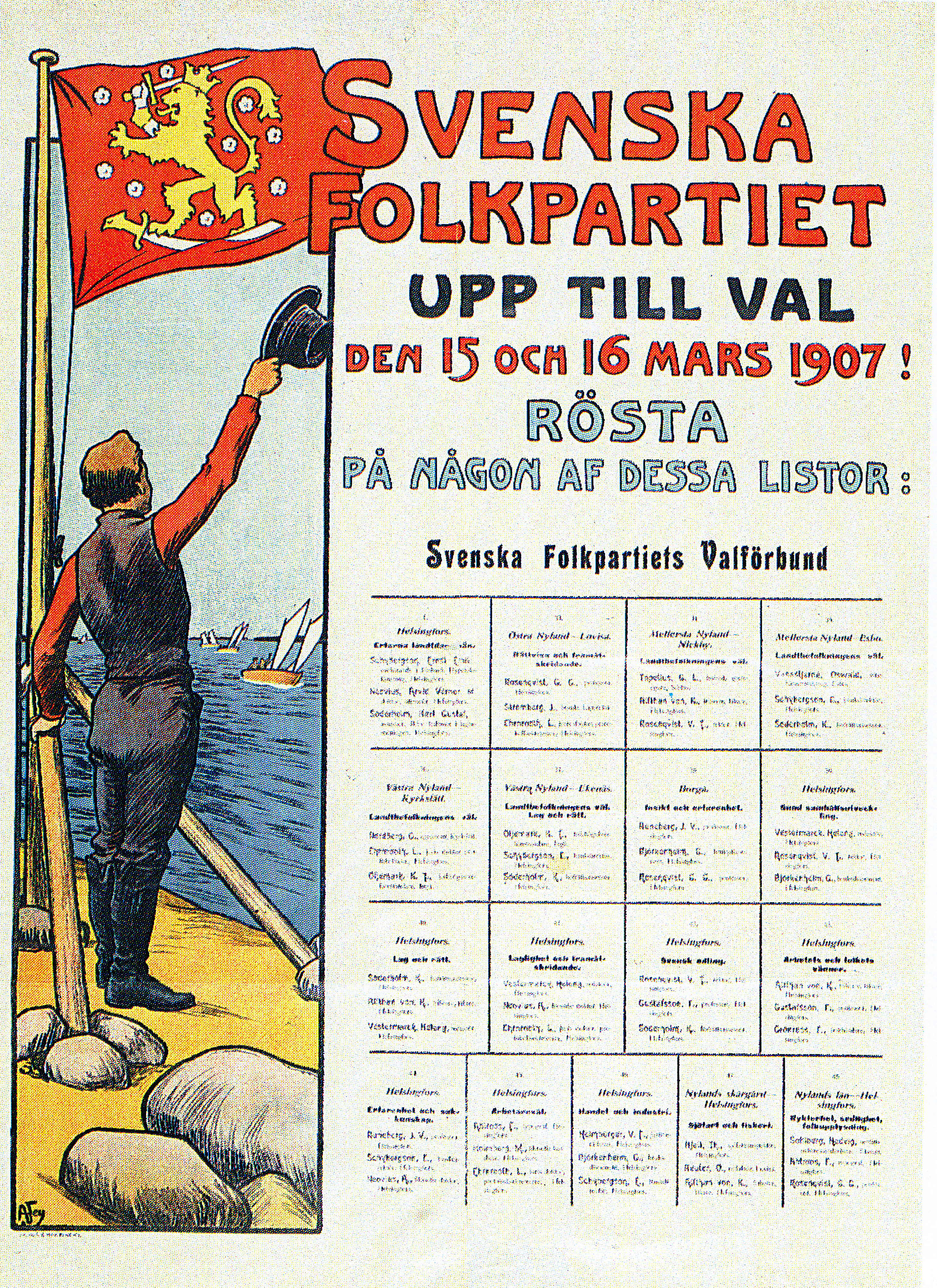
Cartel electoral del Partido Popular Sueco para la elección de 1907, con "el hombre con la bandera", que después fue utilizado como emblema del partido por 50 años. Diseñado por Alex Federley.

El Partido Sueco (1870-1906), un partido parlamentario de élite cuya base eran los miembros de la Dieta de Finlandia, es el predecesor histórico del Partido Popular Sueco de Finlandia. Formaba parte del movimiento svecómano y su principal política era la oposición al movimiento fennómano.
A diferencia de los fennómanos, que eran en gran medida liberales en otros asuntos que no fueran la cuestión del idioma, los svecómanos eran conservadores. Axel Lille y Axel Olof Freudenthal son considerados a menudo como algunos de los principales "padres fundadores" del movimiento. La mayoría de los miembros del Partido Liberal se unieron al Partido Sueco en la década de 1880, después de que los liberales dejaran de existir como un partido diferente. El Partido Popular Sueco de Finlandia fue fundado en el congreso del Partido Sueco de 1906, lo que lo convierte en uno de los partidos más antiguos de Finlandia. El primer líder del Partido Popular Sueco fue Axel Lille.
La líder actual del partido es Anna-Maja Henriksson. En el Parlamento de Finlandia el representante de Åland suele estar incluido en el grupo parlamentario del SFP, independientemente de su afiliación al partido. Esto se debe a que los partidos políticos de Åland no tienen contrapartes en Finlandia continental, pero los intereses del SFP tienen mucho en común con los de Åland en lo relacionado con la lengua sueca.
El partido recibe su principal apoyo electoral de la minoría de habla sueca, la que conforma aproximadamente el 5,2% de la población de Finlandia. A lo largo de su historia, el partido ha sufrido un lento pero constante descenso en la adhesión, debido a la disminución del porcentaje de población de habla sueca: en 1907 obtuvo el 12% de los votos nacionales, después de la Segunda Guerra Mundial el 7% y en las elecciones parlamentarias de 2011 el 4,3% (9 diputados). En las elecciones municipales, tiene grandes mayorías en los municipios con mayoría de habla sueca.
A pesar de su posición como uno de los partidos políticos menores en el parlamento finlandés, ha sido frecuentemente uno de los socios que forman los gabinetes de las coaliciones de gobierno. Desde 1956, año en que Urho Kekkonen fue elegido Presidente, el partido ha estado casi continuamente en el gobierno. Ha formado parte de todas las coaliciones con la importante excepción del primer gabinete de Paasio (1966-1968), que incluía sólo a los socialistas (Partido Socialdemócrata (SDP), la facción dividida del SDP Unión Socialdemócrata de Trabajadores y Pequeños Propietarios y la Liga Democrática del Pueblo Finlandés) y al Partido del Centro.
Los breves períodos de los gobiernos en minoría de un solo partido: el gobierno de Miettunen (1961-1962, Centro) y el segundo gobierno de Paasio (1972, SDP) y de los gobiernos provisionales no partidistas también han interrumpido su permanencia en el gobierno. Por esta razón, a menudo el SFP es criticado por ser un partido monotemático que presuntamente acepta casi todas las demás políticas siempre que su propio interés vital, el estatus de la lengua sueca, se mantenga.
Sin embargo, aunque el primer gabinete de Vanhanen hizo del sueco una asignatura voluntaria en el examen de matriculación de la escuela secundaria superior, el SFP se mantuvo en el gobierno. En cambio, los Verdes dejaron el gobierno anterior después de que se decidiera una nueva central nuclear en 2002.
La larga y continua participación del SFP en los gabinetes finlandeses llegó a su fin en 2015, cuando fue dejado fuera del gobierno de Juha Sipilä.
Recientemente, el SFP ha enfatizado la parte liberal de su programa, tratando de atraer a los votantes fuera de su tradicional electorado de habla sueca. En 2010, el partido añadió la palabra Suomen ("de Finlandia") a su nombre oficial en finés.

## Líderes

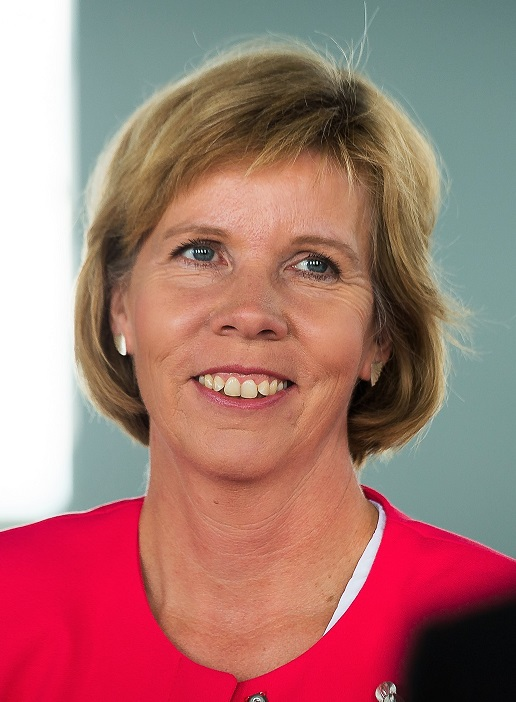
La actual líder del partido, Anna-Maja Henriksson.

- Axel Lille (1906–1917)
- Eric von Rettig (1917–1934)
- Ernst von Born (1934–1945)
- Ralf Törngren (1945–1955)
- Ernst von Born (1955–1956)
- Lars Erik Taxell (1956–1966)
- Jan-Magnus Jansson (1966–1973)
- Kristian Gestrin (1973–1974)
- Carl Olof Tallgren (1974–1977)
- Pär Stenbäck (1977–1985)
- Christoffer Taxell (1985–1990)
- Ole Norrback (1990–1998)
- Jan-Erik Enestam (1998–2006)
- Stefan Wallin (2006–2012)
- Carl Haglund (2012–2016)
- Anna-Maja Henriksson (2016–)

## Resultados de elecciones

### Parlamento de Finlandia
| Elección | Votos        | Votos  | Escaños | Escaños     | Resultado                         |
| Elección | N°           | %      | N°      | +/-         | Resultado                         |
| -------- | ------------ | ------ | ------- | ----------- | --------------------------------- |
| 1907     | 112.267 (#4) | 12,60% | 24/200  | Nuevo       | Oposición                         |
| 1908     | 103.146 (#4) | 12,74% | 24/200  | Sin cambios | Oposición                         |
| 1909     | 104.191 (#4) | 12,31% | 25/200  | 1           | Oposición                         |
| 1910     | 107.121 (#4) | 13,53% | 26/200  | 1           | Oposición                         |
| 1911     | 106.810 (#4) | 13,31% | 26/200  | Sin cambios | Oposición                         |
| 1913     | 94.672 (#4)  | 13,07% | 25/200  | 1           | Oposición                         |
| 1916     | 93.555 (#4)  | 11,76% | 21/200  | 4           | Oposición                         |
| 1917     | 108.190 (#4) | 10,90% | 21/200  | Sin cambios | Gobierno de coalición             |
| 1919     | 116.582 (#5) | 12,13% | 22/200  | 1           | Coalición (1919)                  |
| 1919     | 116.582 (#5) | 12,13% | 22/200  | 1           | Oposición (1919–1920)             |
| 1919     | 116.582 (#5) | 12,13% | 22/200  | 1           | Coalición (1920-1921)             |
| 1919     | 116.582 (#5) | 12,13% | 22/200  | 1           | Oposición (1921-1922)             |
| 1922     | 107.414 (#5) | 12,41% | 25/200  | 3           | Oposición                         |
| 1924     | 105.733 (#4) | 12,03% | 23/200  | 2           | Coalición (1924–1925)             |
| 1924     | 105.733 (#4) | 12,03% | 23/200  | 2           | Oposición (1925-1927)             |
| 1927     | 111.005 (#4) | 12,20% | 24/200  | 1           | Oposición                         |
| 1929     | 108.886 (#5) | 11,45% | 23/200  | 1           | Oposición                         |
| 1930     | 113.318 (#4) | 10,03% | 20/200  | 3           | Coalición                         |
| 1933     | 115.433 (#4) | 10,42% | 21/200  | 1           | Coalición                         |
| 1936     | 131.440 (#3) | 11,20% | 21/200  | Sin cambios | Oposición (1936–1937)             |
| 1936     | 131.440 (#3) | 11,20% | 21/200  | Sin cambios | Coalición (1937-1939)             |
| 1939     | 124.720 (#4) | 9,61%  | 18/200  | 3           | Coalición                         |
| 1945     | 134.106 (#5) | 7,90%  | 14/200  | 4           | Coalición                         |
| 1948     | 137.981 (#5) | 7,34%  | 13/200  | 1           | Oposición (1948–1950)             |
| 1948     | 137.981 (#5) | 7,34%  | 13/200  | 1           | Coalición (1950-1951)             |
| 1951     | 131.719 (#5) | 7,27%  | 14/200  | 1           | Coalición                         |
| 1954     | 135.768 (#6) | 6,76%  | 12/200  | 2           | Gobierno de coalición (1954)      |
| 1954     | 135.768 (#6) | 6,76%  | 12/200  | 2           | Oposición (1954–1956)             |
| 1954     | 135.768 (#6) | 6,76%  | 12/200  | 2           | Gobierno de coalición (1956-1958) |
| 1958     | 126.365 (#5) | 6,50%  | 13/200  | 1           | Coalición (1958–1961)             |
| 1958     | 126.365 (#5) | 6,50%  | 13/200  | 1           | Oposición (1961-1962)             |
| 1962     | 140.689 (#6) | 6,11%  | 13/200  | Sin cambios | Coalición                         |
| 1966     | 134.831 (#6) | 5,69%  | 11/200  | 2           | Coalición                         |
| 1970     | 135.465 (#7) | 5,34%  | 11/200  | Sin cambios | Coalición                         |
| 1972     | 130.407 (#7) | 5,06%  | 9/200   | 2           | Oposición (1972)                  |
| 1972     | 130.407 (#7) | 5,06%  | 9/200   | 2           | Coalición (1972-1975)             |
| 1975     | 128.211 (#5) | 4,70%  | 9/200   | Sin cambios | Coalición                         |
| 1979     | 122.418 (#7) | 4,23%  | 9/200   | Sin cambios | Coalición                         |
| 1983     | 137.423 (#6) | 4,61%  | 10/200  | 1           | Coalición                         |
| 1987     | 152.597 (#6) | 5,30%  | 12/200  | 2           | Coalición                         |
| 1991     | 149.476 (#6) | 5,48%  | 11/200  | 1           | Coalición                         |
| 1995     | 142.874 (#6) | 5,14%  | 11/200  | Sin cambios | Coalición                         |
| 1999     | 137.330 (#6) | 5,12%  | 11/200  | Sin cambios | Coalición                         |
| 2003     | 128.824 (#7) | 4,60%  | 8/200   | 3           | Coalición                         |
| 2007     | 126.520 (#7) | 4,57%  | 9/200   | 1           | Coalición                         |
| 2011     | 125.785 (#7) | 4,30%  | 9/200   | Sin cambios | Coalición                         |
| 2015     | 144.802 (#7) | 4,90%  | 9/200   | Sin cambios | Oposición                         |
| 2019     | 139.428 (#7) | 4,53%  | 9/200   | Sin cambios | Coalición                         |
| 2023     | 133.318 (#7) | 4,31%  | 9/200   | Sin cambios | Coalición                         |

### Municipios
| Año  | Concejales | Votos   | Votos  |
| ---- | ---------- | ------- | ------ |
| 1950 |            | 109 200 | 7,25 % |
| 1953 |            | 120 544 | 6,85 % |
| 1956 |            | 101 637 | 6,08 % |
| 1960 |            | 124 024 | 6,32 % |
| 1964 |            | 120 860 | 5,64 % |
| 1968 | 754        | 126 902 | 5,60 % |
| 1972 | 647        | 130 136 | 5,20 % |
| 1976 | 673        | 126 189 | 4,70 % |
| 1980 | 676        | 128 308 | 4,68 % |
| 1984 | 701        | 137 837 | 5,11 % |
| 1988 | 712        | 139 209 | 5,29 % |
| 1992 | 664        | 133 633 | 5,02 % |
| 1996 | 671        | 129 518 | 5,45 % |
| 2000 | 644        | 113 170 | 5,09 % |
| 2004 | 636        | 124 011 | 5,19 % |
| 2008 | 511        | 119 896 | 4,70 % |
| 2012 | 480        | 117 662 | 4,7 %  |
| 2017 | 471        | 125 518 | 4,9 %  |
| 2021 | 436        | 121 494 | 5,0 %  |

### Parlamento Europeo
| Año  | Escaños | Votos   | Votos  |
| ---- | ------- | ------- | ------ |
| 1996 | 1       | 129 425 | 5,75 % |
| 1999 | 1       | 84 153  | 6,77 % |
| 2004 | 1       | 94 421  | 5,70 % |
| 2009 | 1       | 101 453 | 6,09 % |
| 2014 | 1       | 116 747 | 6,8 %  |
| 2019 | 1       | 115 962 | 6,34 % |

### Presidente de la República
| Colegio electoral | Colegio electoral  | Colegio electoral | Colegio electoral | Colegio electoral |
| Año               | Candidato          | Electores         | Votos             | Votos             |
| ----------------- | ------------------ | ----------------- | ----------------- | ----------------- |
| 1925              | Karl Söderholm     | 35                | 78 422            | 12,6 %            |
| 1931              |                    | 25                | 75 382            | 9,0 %             |
| 1937              |                    | 25                | 102 250           | 9,2 %             |
| 1950              |                    | 23                | 137 209           | 8,7 %             |
| 1956              | Ralf Törngren      | 20                | 130 145           | 6,9 %             |
| 1962              |                    | 21                | 147 340           | 6,7 %             |
| 1968              |                    | 15                | 111 500           | 5,5 %             |
| 1978              | Urho Kekkonen      | 12                | 88 054            | 3,6 %             |
| 1982              | Jan-Magnus Jansson | 11                | 121 519           | 3,8 %             |

| Voto directo | Voto directo   | Voto directo            | Voto directo        |
| Año          | Candidato      | Votos                   | Votos               |
| ------------ | -------------- | ----------------------- | ------------------- |
| 1994         | Elisabeth Rehn | 1v 702 211 2v 1 476 294 | 1v 22,0 % 2v 46,1 % |
| 2000         | Elisabeth Rehn | 1v 241 877              | 1v 7,9 %            |
| 2006         | Henrik Lax     | 1v 48 703               | 1v 1,6 %            |
| 2012         | Eva Biaudet    | 1v 82 598               | 1v 2,7 %            |
| 2018         | Nils Torvalds  | 1v 44 776               | 1v 1,5 %            |